# Écart moyen
 (juillet 2022).
Si vous disposez d'ouvrages ou d'articles de référence ou si vous connaissez des sites web de qualité traitant du thème abordé ici, merci de compléter l'article en donnant les références utiles à sa vérifiabilité et en les liant à la section « Notes et références ».
En statistique, et en probabilités,  l'écart moyen est une mesure de la dispersion autour de la moyenne[réf. nécessaire].

## En statistique
Il se calcule ainsi :
- dans le cas d'une série discrète non triée, écart moyen = {\displaystyle {\frac {1}{n}}\sum _{i=1}^{n}|x_{i}-{\bar {x}}|} ;
- dans le cas d'une série discrète regroupée[1], écart moyen = {\displaystyle {\frac {\sum _{i=1}^{n}n_{i}|x_{i}-{\bar {x}}|}{\sum _{i=1}^{n}n_{i}}}=\sum _{i=1}^{n}f_{i}|x_{i}-{\bar {x}}|} ;
- dans le cas d'une série continue, écart moyen = {\displaystyle {\frac {\sum _{i=1}^{n}n_{i}|m_{i}-{\bar {x}}|}{\sum _{i=1}^{n}n_{i}}}=\sum _{i=1}^{n}f_{i}|m_{i}-{\bar {x}}|}.

## En probabilités

### Définition
Pour une variable aléatoire réelle {\displaystyle X}, l'écart moyen est la moyenne des écarts (absolus) à la moyenne : {\displaystyle {\textbf {EM}}(X)=\mathbb {E} \left(|X-\mathbb {E} (X)|\right)}.
On précise parfois écart moyen absolu[réf. nécessaire], pour le différentier de l'écart moyen algébrique {\displaystyle \mathbb {E} \left(X-\mathbb {E} (X)\right)}, lequel est nul.

### Exemples
- Si {\displaystyle X} suit une loi binomiale {\displaystyle B(2n,1/2)},  {\displaystyle {\textbf {EM}}(X)=\mathbb {E} (|X-n|)=n{\frac {2n \choose n}{2^{2n}}}\sim {\sqrt {n \over \pi }}}.
- Si {\displaystyle X} suit une loi normale {\displaystyle {\mathcal {N}}(\mu ,\sigma ^{2})}, {\displaystyle {\textbf {EM}}(X)=\mathbb {E} (|X-\mu |)={\sqrt {2 \over \pi }}\sigma }.
- Si {\displaystyle X} suit une loi géométrique de paramètre 1/2, {\displaystyle {\textbf {EM}}(X)=\mathbb {E} (|X-2|)=1}.

## Comparaison avec l'écart-type
L'écart moyen a une définition plus naturelle que l'écart-type {\displaystyle \sigma (X)={\sqrt {\mathbb {E} \left(\left(X-\mathbb {E} (X)\right)^{2}\right)}}}, mais il est plus difficile à calculer en général, car la valeur absolue n'étant pas une fonction dérivable en tout point, le calcul ne peut pas se faire par des méthodes linéaires.
D'après l'inégalité de Jensen, l'écart moyen est inférieur ou égal à l'écart type.